# パリ条約 (1802年12月26日)
パリ条約（パリじょうやく、ドイツ語: Vertrag von Paris）は1802年12月26日に締結された、フランス統領政府と神聖ローマ皇帝フランツ2世の間の条約。条約はリュネヴィルの和約で原則として同意された、神聖ローマ帝国内における領土補償について、詳細を定めたものだった。この条約で解決した主要な問題は、フランツ2世の弟でトスカーナ大公のフェルディナンド3世への補償である。条約により、フェルディナンド3世はトスカーナを失う代わりにザルツブルク選帝侯になった。

## 歴史
フェルディナンドの領国であるトスカーナ大公国はマリア・テレジアの夫フランツ・シュテファン・フォン・ロートリンゲンがロレーヌ公国をフランスに割譲してトスカーナ大公になったときから、ハプスブルク家の世襲領となっていた。
第二次対仏大同盟の最中の1799年、フランス軍はトスカーナに侵攻、フェルディナンド3世は逃亡を余儀なくされた。1801年2月9日にフランスと皇帝の間で締結されたリュネヴィルの和約の第5条において、フェルディナンド3世がトスカーナを放棄することが決められた。トスカーナはパルマ公フェルディナンド1世の息子ルドヴィーコ1世がパルマを放棄する代償として与えられた。リュネヴィルの和約では1797年10月17日のカンポ・フォルミオ条約を再確認するとともに、その効力を帝国全体に広げた。秘密条項において、皇帝はフランスがライン左岸を領有することに同意し、領地を失った帝国諸侯への補償は帝国内で行うとした。例えば、モデナ公エルコレ3世・デステはモデナがチザルピーナ共和国に編入されたため、代わりにオーストリア領のブライスガウとオルテナウが与えられた。フェルディナンド3世も似たような処遇だった。
フランスは戦争を通して、イタリア北部を全て奪取した。パルマ公フェルディナンド1世は中立を維持したにもかかわらず、フランスはパルマに侵攻した。フランスとスペインの間の秘密条約である1800年10月1日の第三次サン・イルデフォンソ条約において、フランスはパルマ公を王に仕立てるためのイタリアの領地（トスカーナ）を用意することを約束した。その代わりに、スペインはフランスにルイジアナを返還した。1801年2月21日のアランフエス条約ではサン・イルデフォンソ条約で定められた事柄の詳細を定めた。
トスカーナ大公国の領地ではエトルリア王国が建国された。ナポレオン・ボナパルトは機会があればブルボン・パルマ家にそれを割譲することを約束した。そして、オーストリアが対ナポレオン戦争で敗北してリュネヴィルの和約を締結すると、その機会が訪れた。パリ条約により、領地を失ったフェルディナンド3世は補償としてザルツブルク選帝侯領を与えられた。選帝侯領はザルツブルク大司教領、パッサウ司教領、アイヒシュテット司教領、ベルヒテスガーデン修道院領が世俗化されたことにより作り出されたものであった。1803年2月11日にはザルツブルク大司教ヒエロニュムス・フォン・コロレドが退位し、4日後にフェルディナンド3世が即位した。
1803年2月25日の帝国代表者会議主要決議により、パリ条約は正式に批准された。